# NGC 4246
NGC 4246 est une galaxie spirale située dans la constellation de la Vierge. NGC 4246 a été découverte par l'astronome germano-britannique William Herschel en 1784. Cette galaxie a aussi été observée par l'astronome allemand Arnold Schwassmann le 30 octobre 1899 et elle a été inscrite à l'Index Catalogue sous la cote IC 3113.

## Caractéristiques
La classe de luminosité de NGC 4246 est III et elle présente une large raie HI. Selon la base de données Simbad, NGC 4246 est une galaxie LINER, c'est-à-dire une galaxie dont le noyau présente un spectre d'émission caractérisé par de larges raies d'atomes faiblement ionisés.

### Distance
Sa vitesse par rapport au fond diffus cosmologique est de 4 064 ± 24 km/s, ce qui correspond à une distance de Hubble de 59,9 ± 4,2 Mpc (∼195 millions d'al).
À ce jour, une vingtaine de mesures non basées sur le décalage vers le rouge (redshift) donnent une distance de 52,740 ± 14,494 Mpc (∼172 millions d'al), ce qui est à l'intérieur des valeurs de la distance de Hubble. Notons cependant que c'est avec la valeur moyenne des mesures indépendantes, lorsqu'elles existent, que la base de données NASA/IPAC calcule le diamètre d'une galaxie et qu'en conséquence le diamètre de NGC 4246 pourrait être d'environ 46,6 kpc (∼152 000 al) si on utilisait la distance de Hubble pour le calculer.

## Trio de galaxies?

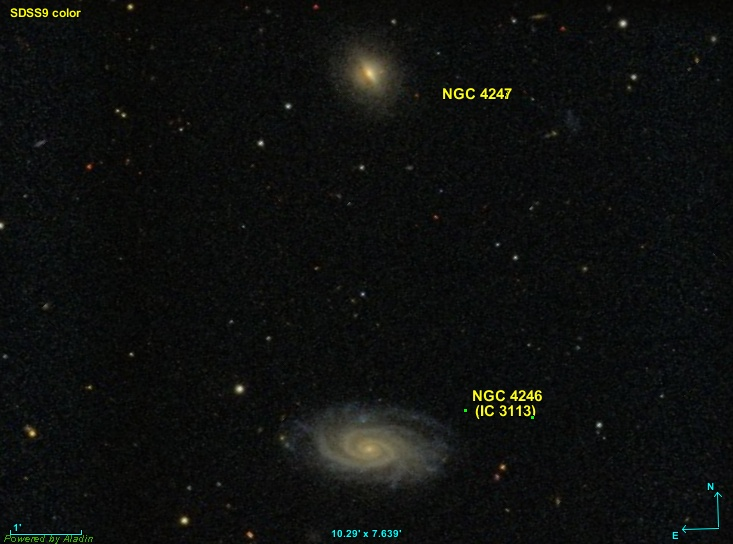
La paire de galaxie NGC 4246 et NGC 4247

Selon Vaucouleur et Corwin, NGC 4235 et NGC 4246 et NGC 4247 forment un trio de galaxies. Mais, c'est incorrecte. En effet, NGC 4235 est à environ 126 Mal de la Voie lactée, alors que les deux autres sont respectivement à 196 Mal et 205 Mal Cependant, les galaxies NGC 4246 et NGC 4247 forment bel et bien une paire de galaxie qui ne semble toutefois pas en interaction.
Bien qu'elle n'apparaisse dans aucun groupe de galaxies des sources consultées, la désignation VCC 264 (Virgo Cluster Catalog) indique que cette galaxie devrait faire partie de l'amas de la Vierge. Mais, puisqu'elle est située à une distance de plus de 205 Male, elle ne fait sans doute pas partie de cet amas dont les galaxies les plus lointaines, celles du groupe de NGC 4235, sont situées à moins de 150 Mal de la Voie lactée.  

## Supernova
Deux supernovas ont été découvertes dans NGC 4246 : SN 1975C et SN 1984U.

### SN 1975C
Cette supernova a été découverte le 15 mars 1975 par l'astronome américain Charles Kowal. Le type de cette supernova n'a pas été déterminé. 

### SN 1984U
Cette supernova a été découverte le 29 mai 1984 par L.E. Gonzalez à l'observatoire du Cerro El Roble. Le type de cette supernova n'a pas été déterminé.